# 나프파크토스
나프파크토스(현대 그리스어: Ναύπακτος / Naupaktos)는 그리스 서그리스 주 지방 에톨로아카르나니아 현에 있는 도시이다. 행정 구역 상 나프파크티아 시에 속하고 시의 중심 지역이다.
코린토스 만의 입구를 억제하는 이 도시는 레판토(이탈리아어, 스페인어 : Lepanto)라는 이름으로도 알려져 있다. 1571년에는 이 근해에서 레판토 해전이 벌어졌다.

## 명칭
나우파크토스 등의 표기도 된다. 라틴어로는 Nafpaktos, Navpaktos, Naupactos 등으로도 쓴다. 라틴어 이름은 나우파크토스(Naupactus)이며, 터키어 이름은 İnebahtı이다. ‘레판토’(Lepanto)라는 명칭은 지중해 동해안 지방을 뜻하는 ‘레반트’(Levanto)로 종종 오인되기도 하지만, 독립적이다.

## 지리
코린토스 만 북쪽 해안의 서쪽 파트라이코스 만의 해협 입구에 위치한 해군의 전략적 요충지이며, 해수욕장이기도 하다.

## 역사
기원전 220년, 스파르타 - 아이톨리아 동맹 군대와 마케도니아 군이 동맹시 전쟁(기원전 220년 – 기원전 217년)을 벌였지만, 기원전 217년에 ‘나우파크토스 강화’(Ειρήνη της Ναυπάκτου , 영어 : Peace of Naupactus)를 맺고, 정전을 했다.
1571년 근해에서 레판토 해전이 벌어졌다. 미겔 데 세르반테스(소설 「돈키호테」 저자)가 그 전투에 종군했기 때문에 세르반테스의 동상이 있다.

## 갤러리

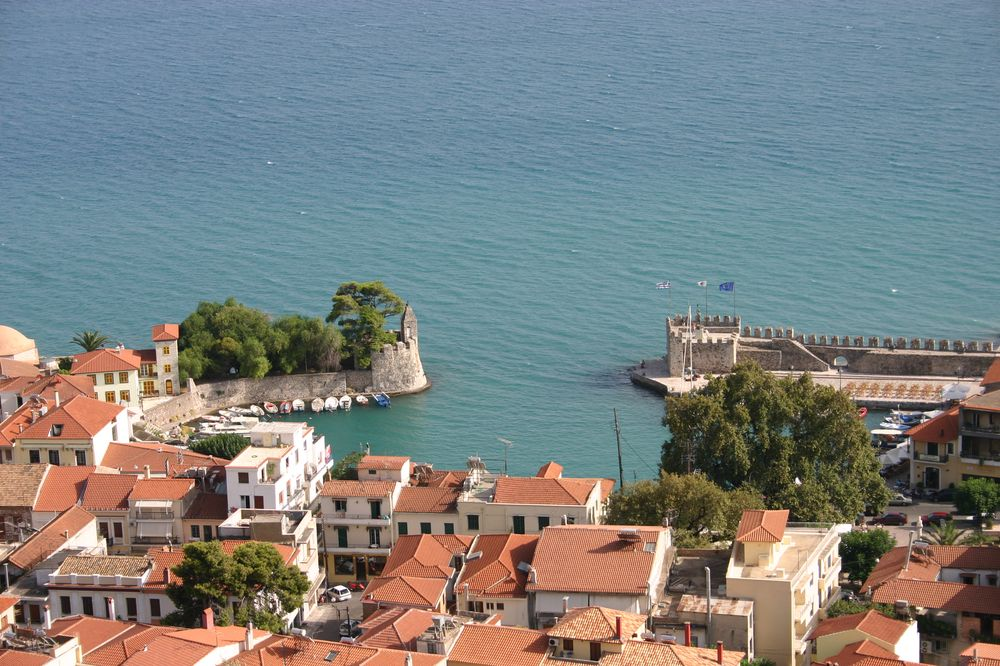
요새에서 본 풍경
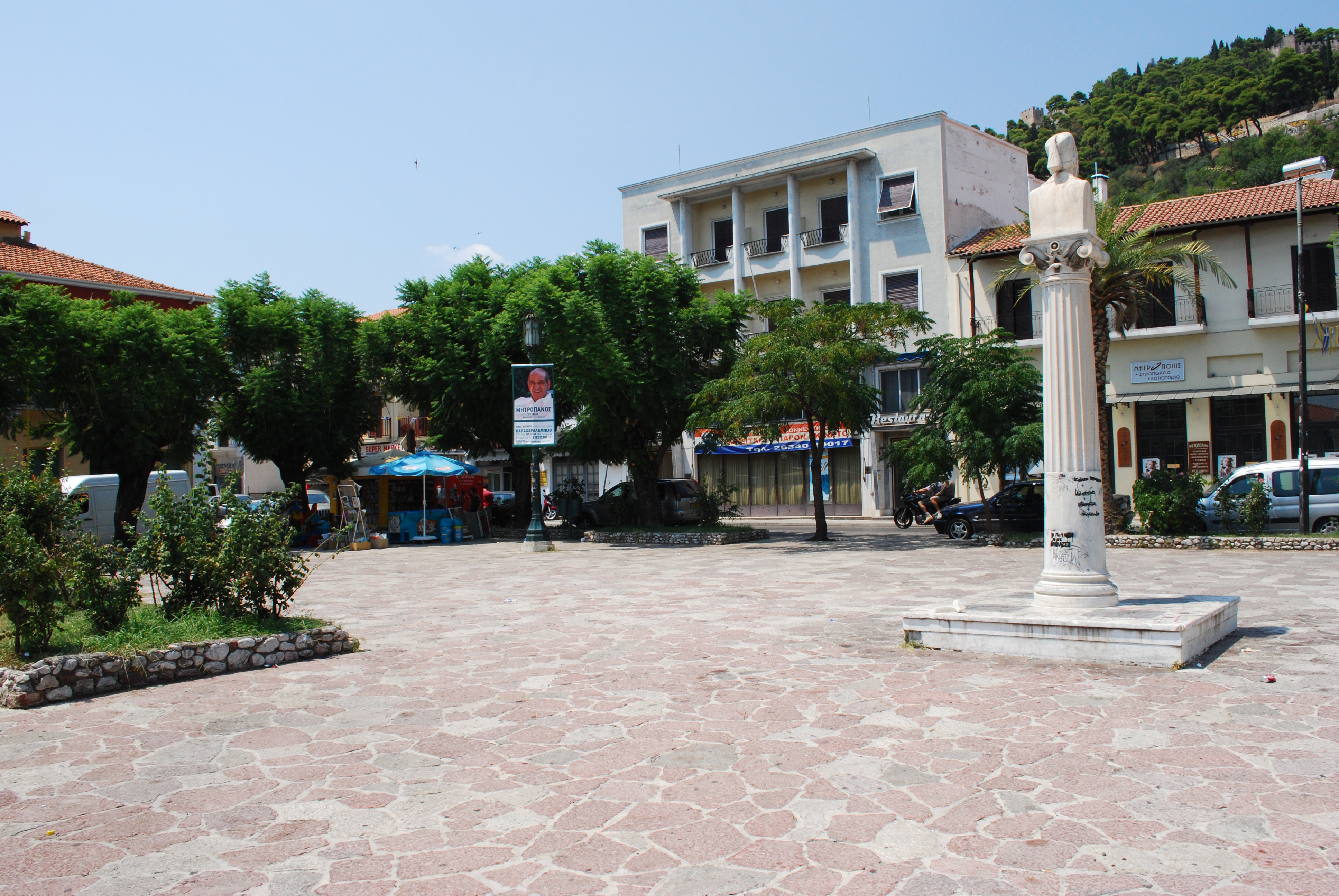
광장
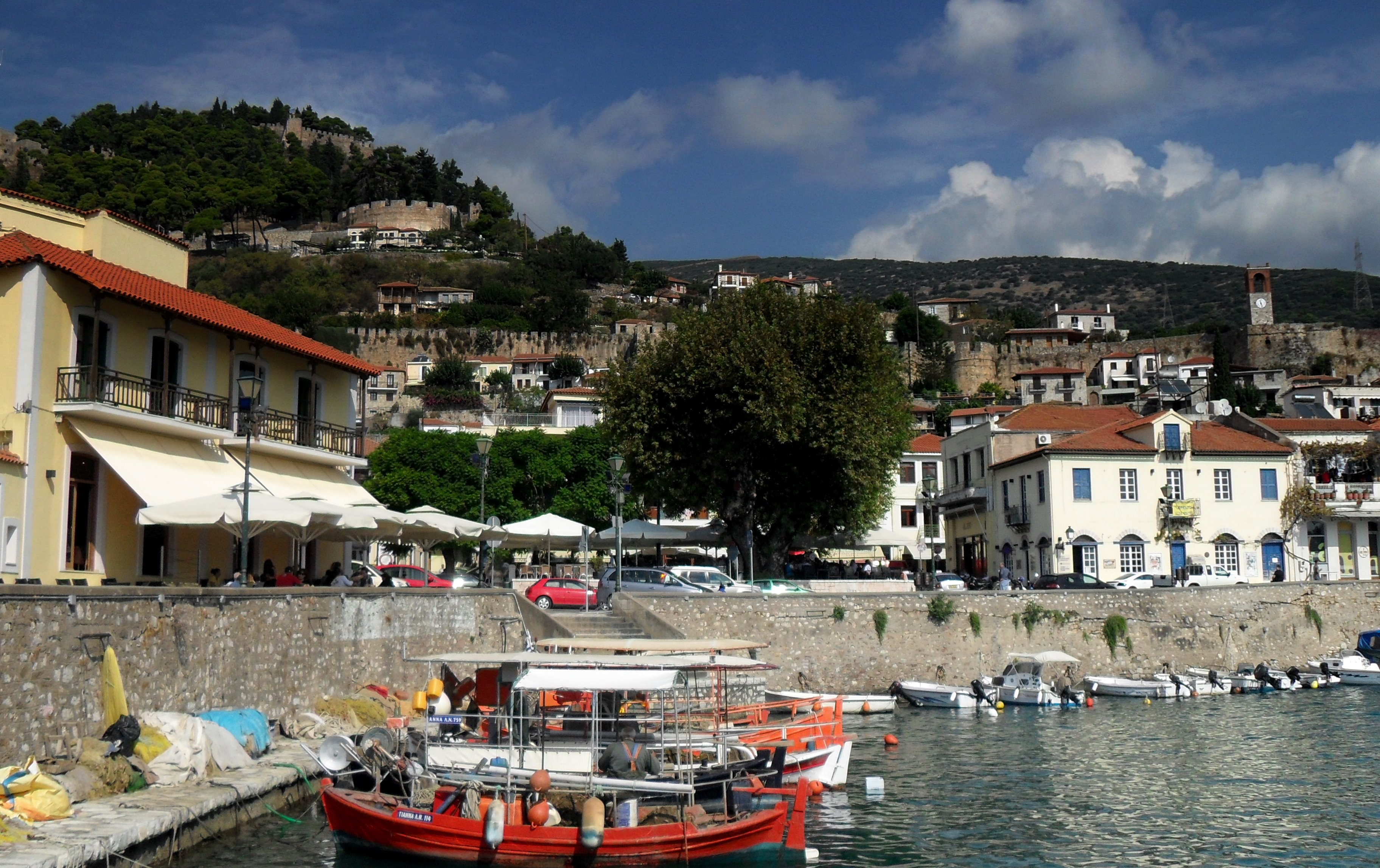
항구에서 요새 방향으로 본 풍경
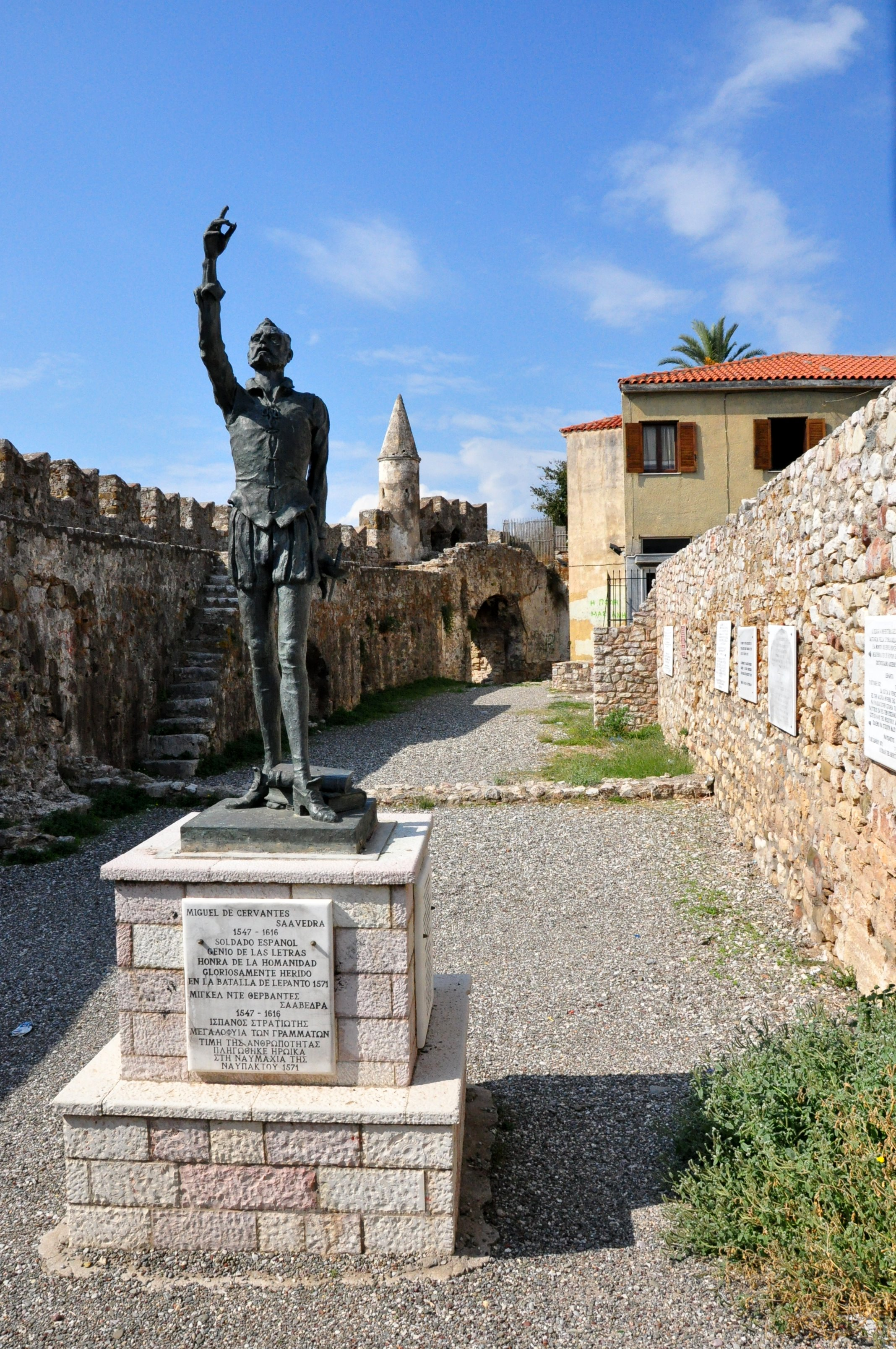
세르반테스의 동상 (레판토 해전에 참전)
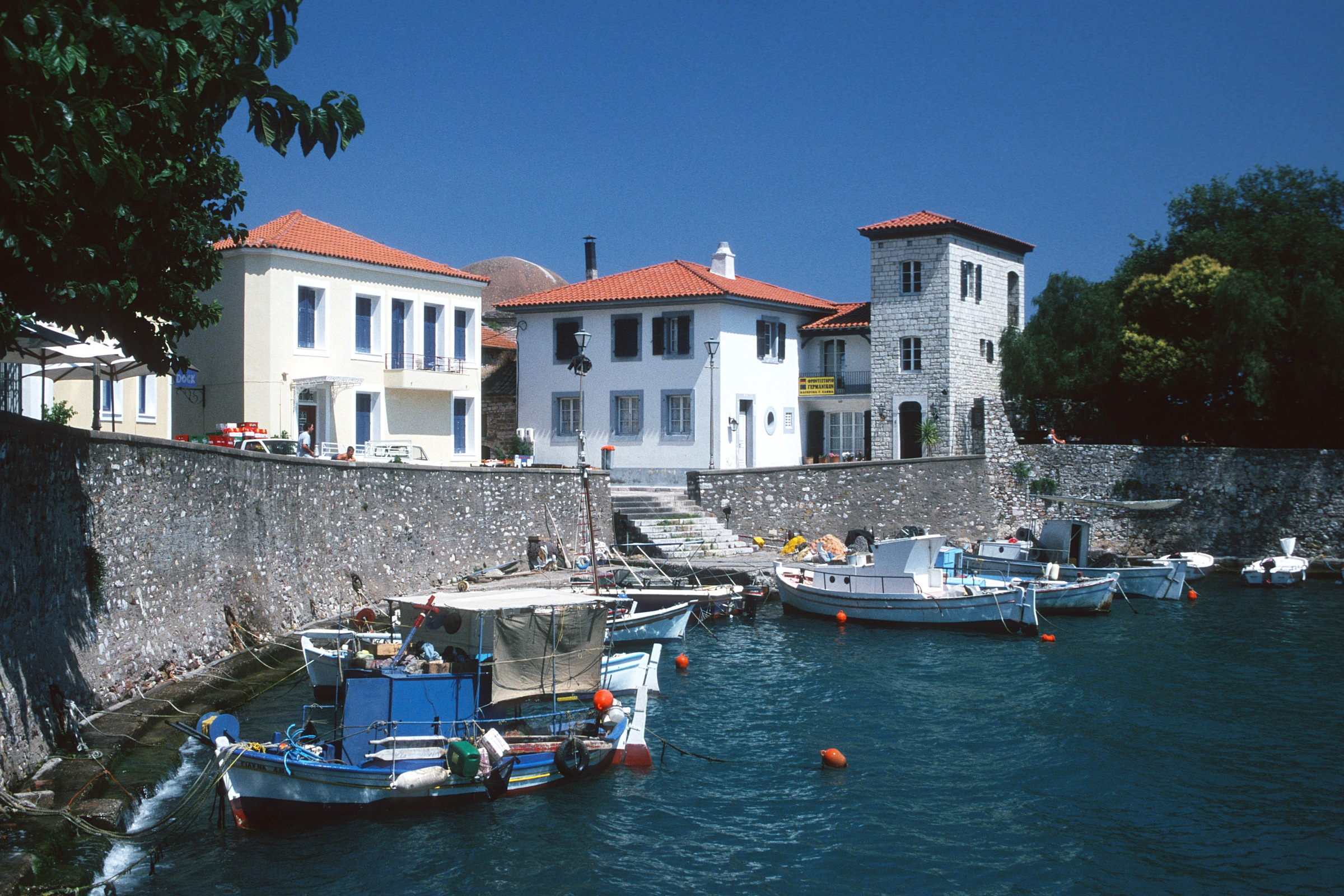
구 항구 풍경
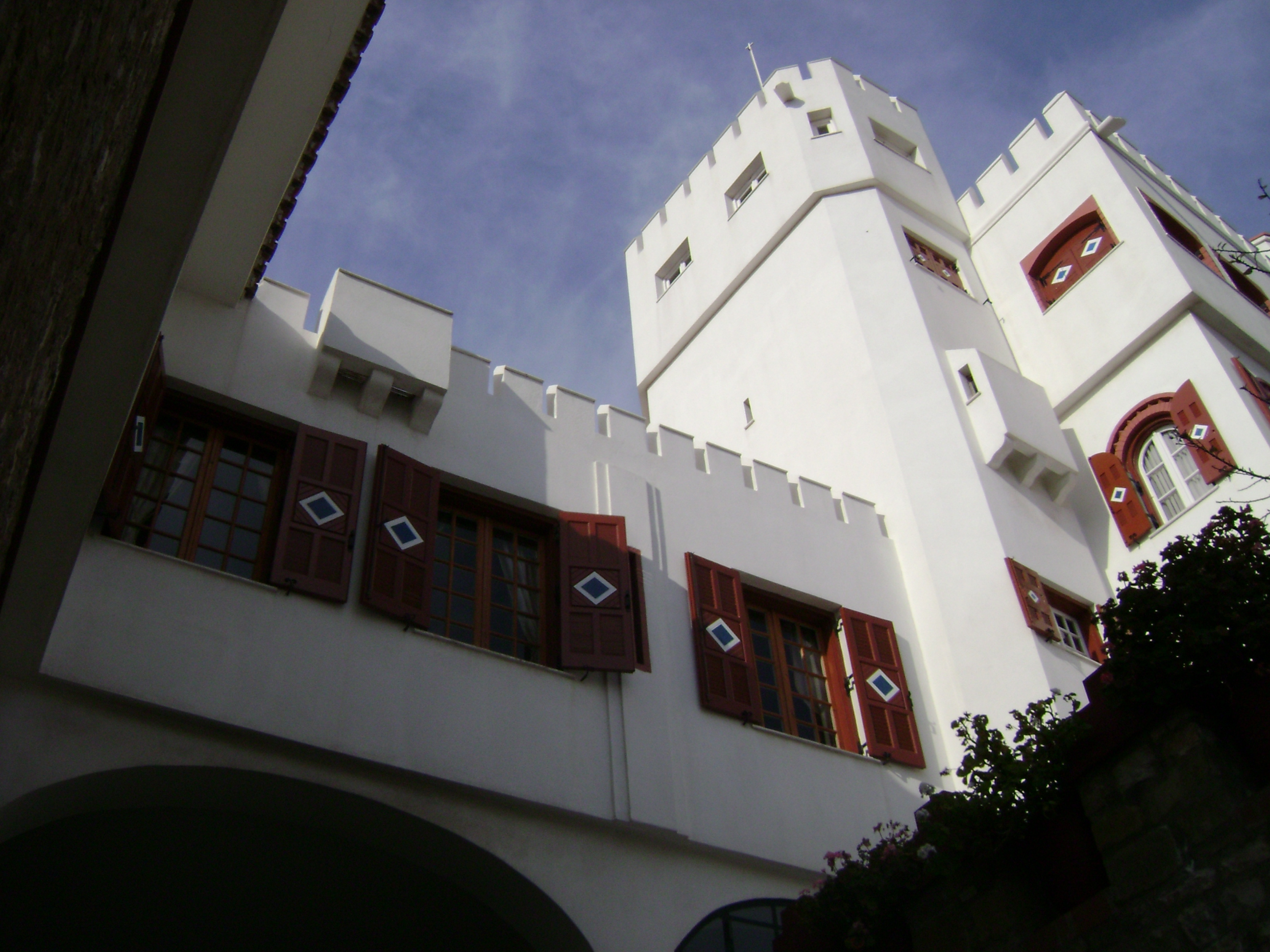
보트사리스 타워 박물관
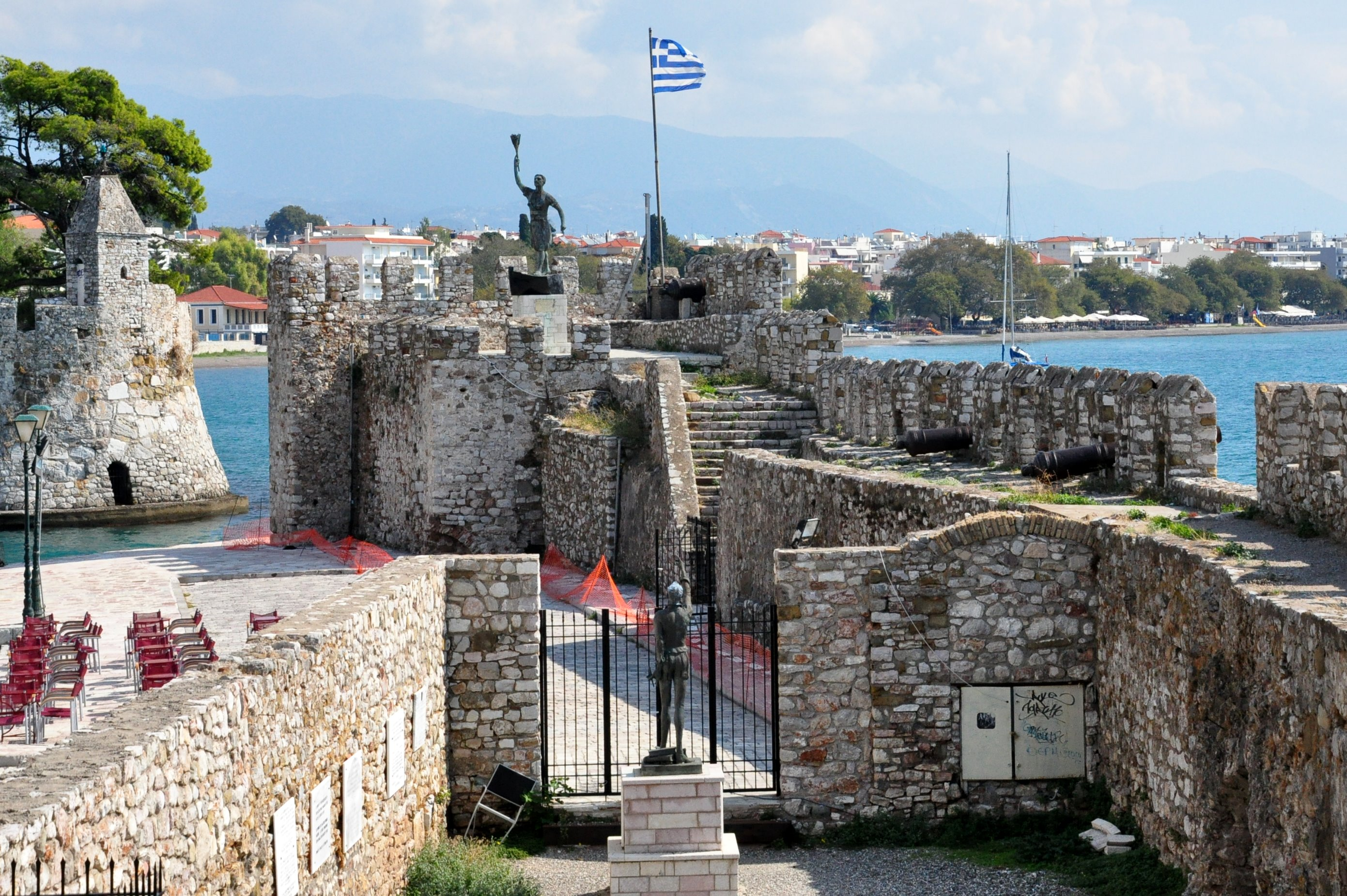
요새화된 항구

## 자매 도시
- 이탈리아 마리노
- 스페인 폰테베드라